# 54 (број)
54 (педесет четири) је природни број који следи 53, а претходи броју 55.

## У математици
Педесет четири је 19-гонални број. Двоструки је куб тројке, те га то чини Лејландовим бројем. Број 54 може бити записан као збир три квадрата на три различита начина: 72 + 22 + 12 = 62 + 32 + 32 = 52 + 52 + 22 = 54. Најмањи је број са овим својством. Као и сви други производи броја 6, овај број је полусавршен.
Холтов график има 54 ивице.
Синус угла од 54 степена је половина златног пресека.

## У науци
- Атомски број ксенона.

## У другим пољима
- Позивни број за Аргентину.
- Број карата у шпилу, ако се укључе и два џокера.
- Број држава у Африци.